# Wilaya d'Annaba
 (décembre 2023).
Si vous disposez d'ouvrages ou d'articles de référence ou si vous connaissez des sites web de qualité traitant du thème abordé ici, merci de compléter l'article en donnant les références utiles à sa vérifiabilité et en les liant à la section « Notes et références ».

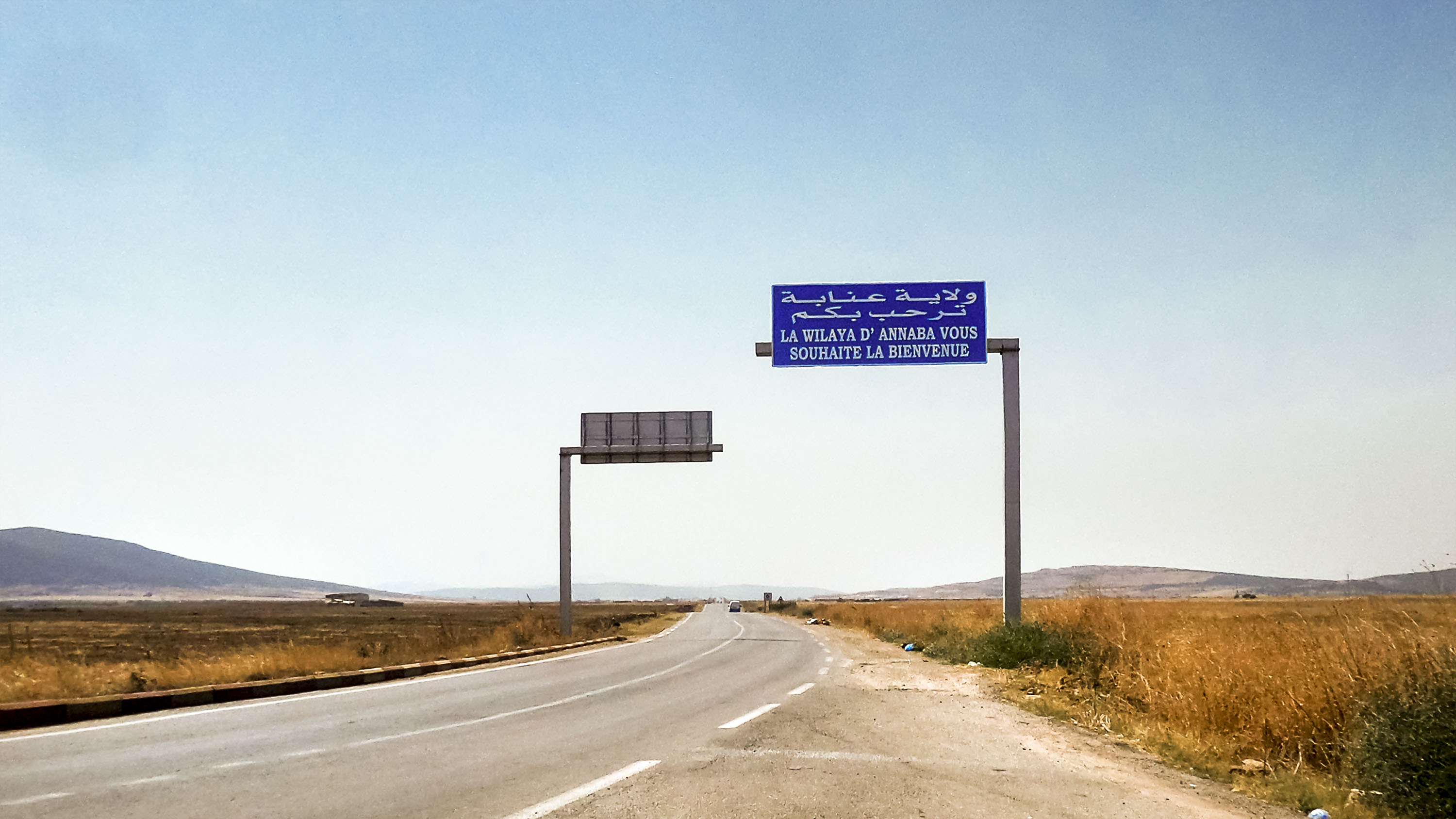
Un panneau de signalisation de la wilaya d'Annaba.

La wilaya d'Annaba (/a.na.ba/  ; ولاية عنابة en arabe) est une wilaya algérienne. Elle comptait 609 499 habitants en 2008.

## Géographie

### Localisation

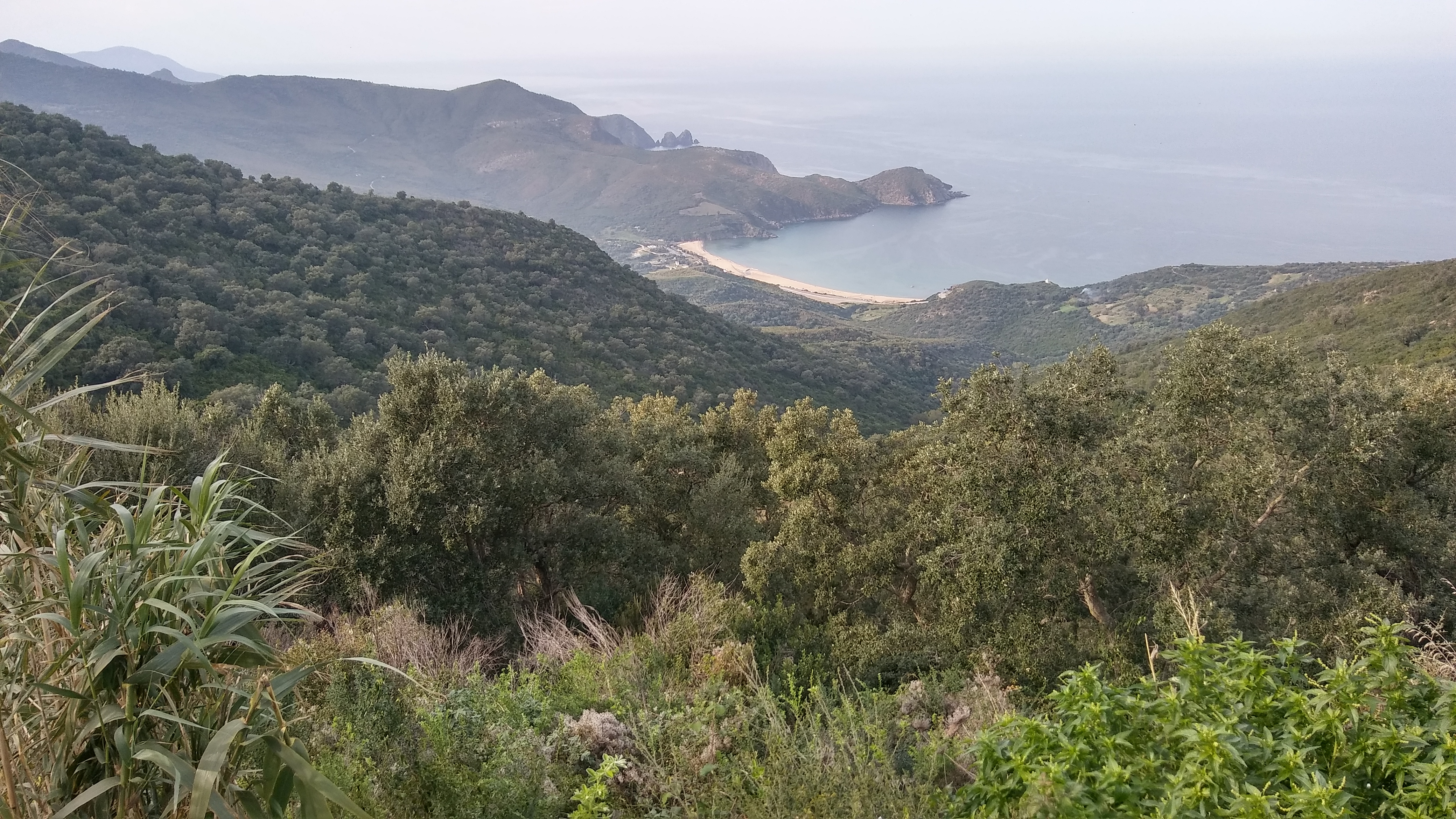
Littoral de la wilaya.

La wilaya est située à 600 km de la capitale Alger, à l'extrême est du pays, ouverte sur le littoral méditerranéen sur 80 km. Elle s'étend sur 1 439 km2 soit 0,06 % du territoire national. Elle est limitée géographiquement par :
- la mer Méditerranée au nord,
- la wilaya de Guelma au sud,
- celle d'El Tarf à l'est,
- celle de Skikda à l'ouest.

|                  | Mer Méditerranée |                  |
| wilaya de Skikda | wilaya d'Annaba  | wilaya d'El Tarf |
|                  | wilaya de Guelma |                  |

### Relief
Son relief est constitué principalement de :
- montagnes à vocation forestière : 52,16 % ;
- collines et piémonts : 25,82 % ;
- plaines : 18,08 %.

Ses forêts se prêtent à une activité sylvestre, surtout pour le liège et le bois d'eucalyptus. Elle couvrent près de 75 500 ha dont 15 000 ha de chêne-liège. Le potentiel agro-pédologique représente près de 58 600 ha, notamment localisé dans les plaines de la Seybouse et du Lac de Fetzara. Près de 58 % des terres cultivables se situent dans les zones de piémont (38 700 ha).

### Climat et hydrographie
Le climat de la wilaya d'Annaba est méditerranéen, chaud et tempéré. La région est richement arrosée (650 à 1 000 mm/an), sa température moyenne est de 18 °C.
La wilaya possède un lac, le Fetzara, qui couvre 6 600 ha et l'oued Seybouse, long de 255 km, y trouve son embouchure.

### Transport
La wilaya d'Annaba est reliée aux grandes villes d'Algérie et à la Tunisie, distante de 100 km, par un réseau routier et ferroviaire dense. Skikda, Constantine, Alger, Tunis et Guelma sont ainsi directement desservies à partir de la wilaya d'Annaba. L'autoroute pénétrante de Guelma traverse la wilaya.
L'aéroport d'Annaba - Rabah-Bitat propose, avec Tassili Airlines et Air Algérie, de nombreuses destinations nationales et internationales, parmi lesquelles Paris, Lyon ou Marseille, tandis que Le port transporte des passagers jusqu'à Marseille ou l'Italie et assure une grande part du transport de marchandises algérien. Le port est actuellement fermé pour rénovation. Le tramway est en cours de construction et la gare ferroviaire a été totalement rénovée.

## Organisation de la wilaya

Organisation territoriale de la wilaya d'Annaba.

### Walis
Le poste de wali de la wilaya d'Annaba a été occupé par plusieurs personnalités politiques nationales, depuis sa création le 16 mai 1963 par le décret no 63-189 qui organise le territoire algérien en un nombre de quinze wilayas.
| N° | Wali                     | Début            | Fin                |
| -- | ------------------------ | ---------------- | ------------------ |
| 1  |                          | 17 juin 1962     | 6 juillet 1962     |
| 2  | Abdelhamid Friekh        | 5 juillet 1962   | 8 octobre 1962     |
| 3  |                          | 6 décembre 1962  | 8 août 1964        |
| 4  | Abdelhamid Brahimi       |                  | 1er septembre 1965 |
| 5  | Brahim Chibout           | 1966             | 18 août 1970       |
| 6  | Ahmed Bouderba           | 18 août 1970     | 16 novembre 1974   |
| 7  | Ahmed Ali Ghazali        | 17 novembre 1974 | 7 mars 1979        |
| 8  | Abdelaziz Madoui         | 8 mars 1979      | 1983               |
| 9  | Baghdadi Laâlaouna       | 30 janvier 1983  | 14 juillet 1987    |
| 10 | Hamid Sidi Saïd          | 14 juillet 1987  |                    |
| 11 | Abdallah Debbagh         | 1er juin 1979    |                    |
| 12 | Mohamed Serradj          | 29 octobre 1989  | 21 août 1991       |
| 13 | Mohand Ouahcene Oussedik | 21 août 1991     | 30 juin 1994       |
| 14 | Mostefa Benmansour       | 30 juin 1994     |                    |
| 15 | Brahim Merad             | 11 juillet 1995  | 12 juillet 1997    |
| 16 | Bachir Frik              | 12 juillet 1997  | 22 août 1999       |
| 17 | Tahar Melizi             | 22 août 1999     | 17 août 2004       |
| 18 | Zoubeir Bensebbane       | 17 août 2004     | 11 août 2005       |
| 19 | Brahim Bengayou          | 11 août 2005     | 7 mai 2008         |
| 20 | Mohamed El Ghazi         | 7 mai 2008       | 11 septembre 2013  |
| 21 | Mohamed Mounib Sendid    | 24 octobre 2013  | 27 décembre 2014   |
| 22 | Youcef Cherfa            | 22 juillet 2015  | 25 mai 2017        |
| 23 | Mohamed Salamani         | 18 juillet 2017  | Septembre 2018     |
| 24 | Toufik Mezhoud           | Septembre 2018   | 26 janvier 2020    |
| 25 | Djamel Berrimi           | 26 janvier 2020  | 6 septembre 2023   |
| 26 | Abdelkader Djellaoui     | 6 septembre 2023 | en cours           |

### Wilaya déléguée
| Code | Wilaya déléguée | Wali délégué       | Depuis le       | Daïras |
| ---- | --------------- | ------------------ | --------------- | ------ |
| 1    | Draa Errich     | Ouassila Bouchachi | 25 janvier 2020 |        |

### Daïras
La wilaya d'Annaba compte cinq daïras.

### Communes
La wilaya d'Annaba compte 12 communes.

## Démographie
En 2008, la population de la wilaya était de 609 499 habitants, contre 453 951 en 1987. Quatre communes dépassaient alors la barre des 30 000 habitants (tableau ci-dessous).
| 1987    | 1998    | 2008    |
| ------- | ------- | ------- |
| 453 951 | 555 485 | 609 499 |

| Ville     | Population | Taux de croissance annuel 2008/1998 |
| --------- | ---------- | ----------------------------------- |
| Annaba    | 257 359    | 0,4 %                               |
| El Bouni  | 125 265    | 1,2 %                               |
| Sidi Amar | 83 254     | 1,4 %                               |
| El Hadjar | 37 364     | 1,0 %                               |

## Ressources hydriques

### Barrages
Cette wilaya comprend les barrages suivants:
- celui de Henkouche[15] ;
- celui de Mexa[16].
- celui de Boulatan[15].
- celui de Cheffia[17].
- celui de Bougous.

Ces barrages font partie des 65 barrages opérationnels en Algérie, alors que trente autres sont en cours de réalisation en 2015.

## Santé

### Hôpitaux
- d'Annaba,
- d'El Berda,
- d'El Hadjar,
- de Chetaïbi,
- d'El Bouni,
- de Seraïdi,
- Er Razi.

### Directeurs de la santé
|     | Directeur | Début | Fin |
| 1er |           |       |     |
| 2e  |           |       |     |
| 3e  |           |       |     |
| 4e  |           |       |     |
| 5e  |           |       |     |

### Médecins spécialistes
|      |  |  |  |  |  |  | Total |
| 1999 |  |  |  |  |  |  |       |
| 2008 |  |  |  |  |  |  |       |
| 2009 |  |  |  |  |  |  |       |
| 2010 |  |  |  |  |  |  |       |
| 2011 |  |  |  |  |  |  |       |
| 2012 |  |  |  |  |  |  |       |
| 2013 |  |  |  |  |  |  |       |
| 2014 |  |  |  |  |  |  |       |
| 2015 |  |  |  |  |  |  |       |

### Couverture sanitaire
En[Quand ?], la couverture sanitaire dans cette wilaya était assurée par un médecin spécialiste pour un certain nombre habitants[Combien ?], un médecin généraliste pour un certain nombre habitants[Combien ?], un chirurgien dentiste pour un certain nombre habitants[Combien ?] et un pharmacien pour un certain nombre habitants[Combien ?].
-->

## Économie

### Industrie
Annaba abrite un important pôle industriel :
- le complexe sidérurgique d'El Hadjar ;
- celui phosphatier de la Seybouse ;
- celui métallurgique d'Allelik ;
- près de 260 PME/PMI dans les domaines de la sous-traitance et de l'agro-industrie.

L'industrie privée se concentre notamment dans l'agro-alimentaire, la transformation métallique, le bois et ses dérivés et les B.T.P.

### Tourisme
La position géographique de la wilaya sur le littoral, son relief montagneux, sa corniche et sa côte offrent les meilleures opportunités au tourisme balnéaire. Trois zones d'extension touristique existent :
- la corniche d'Annaba (cap de Garde) : 375 ha ;
- la baie de l'Ouest (Chetaïbi) : 382 ha ;
- Djenane El-Bey (oued Begrat, Seraïdi) : 137 ha.

Annaba dispose d'infrastructures touristiques importantes dont 13 hôtels classés, 30 autres non classés, 60 en voie d'achèvement, 20 restaurants classés, 14 agences de voyages dont la plus renommée est l'agence ATS (Algerian Travel Services).

## Infrastructures
La wilaya est électrifiée à 91 %, elle dispose de dix hôpitaux dont quatre à Annaba, dix polycliniques, six maternités, sept cliniques privées, cinq laboratoires privés.